# جيمس كار (مصارع رياضي)
جيمس كار (بالإنجليزية: James Carr)‏ هو مصارع رياضي أمريكي، ولد في 28 يناير 1955، وتوفي في 15 أغسطس 2013.

## وصلات خارجية
- جيمس كار على موقع قاعدة بيانات المصارعة الدولية (الإنجليزية)
- جيمس كار على موقع أوليمبيديا (الإنجليزية)